# Lyn Collins
Gloria Lavern „Lyn“ Collins (* 12. Juni 1948 in Abilene, Texas; † 13. März 2005 in Los Angeles) war eine amerikanische Soulsängerin, die auch „The Female Preacher“ oder „The Sultry Siren of Funk“ genannt und vor allen Dingen durch ihre Zusammenarbeit mit James Brown bekannt wurde.

## Karriere
Collins Single Think (About It) erreichte 1972 Platz 9 der amerikanischen R&B-Charts von Billboard und wurde ein Hymne für die aufkeimende Frauenbewegung. Weitere Singles und R&B-Hits waren Mamma Feelgood, Take Me Just as I Am, How Long Can I Keep It Up (1973), Rock Me Again & Again & Again & Again & Again & Again (1974) und If You Don’t Know Me by Now (1975), eine Coverversion des 1972er Hits von Harold Melvin and the Blue Notes. All diese Aufnahmen wurden von James Brown produziert.
Think (About It) aus dem gleichnamigen Album von 1972 dient, wegen fünf (sog.) Breaks, bis heute als beliebte Samplinggrundlage für Hip-Hop und Hip House.
Collins starb im Alter von 56 Jahren.

## Diskografie

### Alben
| Jahr | Titel                                                  | Höchstplatzierung, Gesamtwochen, AuszeichnungChartplatzierungen (Jahr, Titel, Platzierungen, Wochen, Auszeichnungen, Anmerkungen) | Höchstplatzierung, Gesamtwochen, AuszeichnungChartplatzierungen (Jahr, Titel, Platzierungen, Wochen, Auszeichnungen, Anmerkungen) | Höchstplatzierung, Gesamtwochen, AuszeichnungChartplatzierungen (Jahr, Titel, Platzierungen, Wochen, Auszeichnungen, Anmerkungen) | Anmerkungen |
| Jahr | Titel                                                  | DE | US | R&B | Anmerkungen |
| ---- | ------------------------------------------------------ | --- | --- | --- | --- |
| 1972 | Think (About It)                                       | — | — | R&B34 (6 Wo.)R&B | Erstveröffentlichung: September 1972 Produzent: James Brown                                                                                   |
| 2016 | Get Down with James Brown: Live at the Apollo, Vol. IV | — | — | R&B45 (1 Wo.)R&B | Erstveröffentlichung: April 2016; James Brown mit Lyn Collins, Bobby Byrd und The J. B.’s; Doppel-Livealbum; Aufnahme: 13./14. September 1972 |

Weitere Alben
- 1975: Check Me Out If You Don’t Know Me by Now
- 1989: Slaughter’s Big Rip-Off (mit James Brown und The J. B.’s)
- 1995: Tribute to the God Father (mit Tony Cook & the Party People; Kompilation)
- 2005: Mama Feelgood: The Best Of (Kompilation)
- 2006: Mama Feelgood (Livealbum; Aufnahme: Europatournee 2005 in Paris, Amsterdam, Berlin und London, inkl. Rolling-Stone-Interview)

### Singles
| Jahr | Titel Album                                                                                    | Höchstplatzierung, Gesamtwochen, AuszeichnungChartplatzierungen (Jahr, Titel, Album, Platzierungen, Wochen, Auszeichnungen, Anmerkungen) | Höchstplatzierung, Gesamtwochen, AuszeichnungChartplatzierungen (Jahr, Titel, Album, Platzierungen, Wochen, Auszeichnungen, Anmerkungen) | Höchstplatzierung, Gesamtwochen, AuszeichnungChartplatzierungen (Jahr, Titel, Album, Platzierungen, Wochen, Auszeichnungen, Anmerkungen) | Anmerkungen |
| Jahr | Titel Album                                                                                    | DE | US | R&B | Anmerkungen |
| ---- | ---------------------------------------------------------------------------------------------- | --- | --- | --- | --- |
| 1972 | Think (About It)                                                                               | DE48 (1 Wo.)DE | US66 (7 Wo.)US | R&B9 (17 Wo.)R&B | Erstveröffentlichung: 5. Mai 1972 Autor: James Brown                                                                   |
| 1972 | Me And My Baby Got a Good Thing Going –                                                        | — | US86 (4 Wo.)US | — | Erstveröffentlichung: November 1972 Autoren: James Brown, Lyn Collins                                                  |
| 1972 | What My Baby Needs Now Is a Little More Lovin’ –                                               | — | US56 (7 Wo.)US | R&B17 (10 Wo.)R&B | Erstveröffentlichung: Dezember 1972 mit James Brown Autoren: Dave Matthews, James Brown, Lyn Collins                   |
| 1973 | Mama Feelgood Black Caesar (Soundtrack)                                                        | — | — | R&B37 (4 Wo.)R&B | Erstveröffentlichung: März 1973 vom Soundtrack des Films Der Pate von Harlem Autoren: James Brown, Lyn Collins         |
| 1973 | How Long Can I Keep It Up Slaughter’s Big Rip-Off                                              | — | — | R&B45 (9 Wo.)R&B | Erstveröffentlichung: Juni 1973 vom Soundtrack des Films Slaughter’s Big Rip-Off Autoren: Fred Wesley, James Brown     |
| 1973 | Take Me Just as I Am –                                                                         | — | — | R&B35 (9 Wo.)R&B | Erstveröffentlichung: August 1973 Autor: James Brown                                                                   |
| 1973 | We Want to Parrty, Parrty, Parrty –                                                            | — | — | R&B64 (8 Wo.)R&B | Erstveröffentlichung: Oktober 1973 Autor: James Brown                                                                  |
| 1974 | Give It Up or Turnit a Loose –                                                                 | — | — | R&B77 (8 Wo.)R&B | Erstveröffentlichung: Mai 1974 Autor: Charles Bobbit Original: James Brown, 1968                                       |
| 1974 | Rock Me Again & Again & Again & Again & Again & Again Check Me Out If You Don’t Know Me by Now | — | — | R&B53 (9 Wo.)R&B | Erstveröffentlichung: Juli 1974 Autoren: James Brown, Lee Austin                                                       |
| 1975 | If You Don’t Know Me by Now Check Me Out If You Don’t Know Me by Now                           | — | — | R&B82 (5 Wo.)R&B | Erstveröffentlichung: September 1975 Autoren: Kenny Gamble, Leon Huff Original: Harold Melvin and the Blue Notes, 1972 |
| 1993 | Think (About It) (Neue Version) Queen of the Pack                                              | — | — | R&B89 (9 Wo.)R&B | Erstveröffentlichung: November 1993 Patra feat. Lyn Collins und P Funk Horn Section                                    |

Weitere Singles
- 1971: Wheels of Life
- 1971: Just Won’t Do Right
- 1972: Oh Uncle Sammy
- 1974: Don’t Make Me Over
- 1975: Baby Don’t Do It (mit The Famous Flames)
- 1975: Mr. Big Stuff
- 1989: Shout
- 1992: Break Your Heart (Stefano Secchi feat. Lyn Collins)
- 2004: Think (About It) (Gianni Coletti vs. Lyn Collins)
- 2005: Think (About It) (Gianni Coletti Remix)